# Planococcus martini
Planococcus martini är en insektsart som beskrevs av Cox 1989. Planococcus martini ingår i släktet Planococcus och familjen ullsköldlöss. Inga underarter finns listade i Catalogue of Life.